# Jean-Marie Cieleska
Jean-Marie Cieleska (Pompey, 19 febbraio 1928 – Bourges, 15 maggio 1998) è stato un ciclista su strada francese che corse negli anni '50.

## Carriera
Di origine polacca, di Jarosław, durante gli anni del professionismo si impose in varie corse di un giorno (specialmente 3 Tour du Loiret) e partecipò a 4 Tour de France. Nel 1988, a Tours, fu operato per un adenoma. Morì a 70 anni a causa di un attacco cardiaco.

## Palmarès

### Strada
- 1953 (Gitane-Hutchinson, due vittorie)

Tour du Loiret
Circuit du Cher
- 1955 (Gitane-Hutchinson, quattro vittorie)

Parigi-Camembert
Tour du Morbihan
Parigi-Bourges
Tour du Loiret
- 1956 (Helyett, due vittorie)

Parigi-Valenciennes
Grand Prix cycliste d'Espéraza
- 1957 (Helyett, una vittoria)

Tour du Loiret
- 1958 (Essor-Leroux, una vittoria)

Bordeaux-Parigi
- 1959 (Helyett, una vittoria)

Grand Prix cycliste d'Espéraza
- 1960 (Helyett, una vittoria)

Boucles du Bas-Limousin

## Piazzamenti

### Grandi Giri
- Tour de France

1951: ritirato (15ª tappa)
1952: ritirato (8ª tappa)
1954: 46º
1955: 47º